# Acanthurus randalli
Acanthurus randalli is een  straalvinnige vissensoort uit de familie van doktersvissen (Acanthuridae). De wetenschappelijke naam van de soort is voor het eerst geldig gepubliceerd in 1957 door Briggs & Caldwell.